# Clerke (kráter)

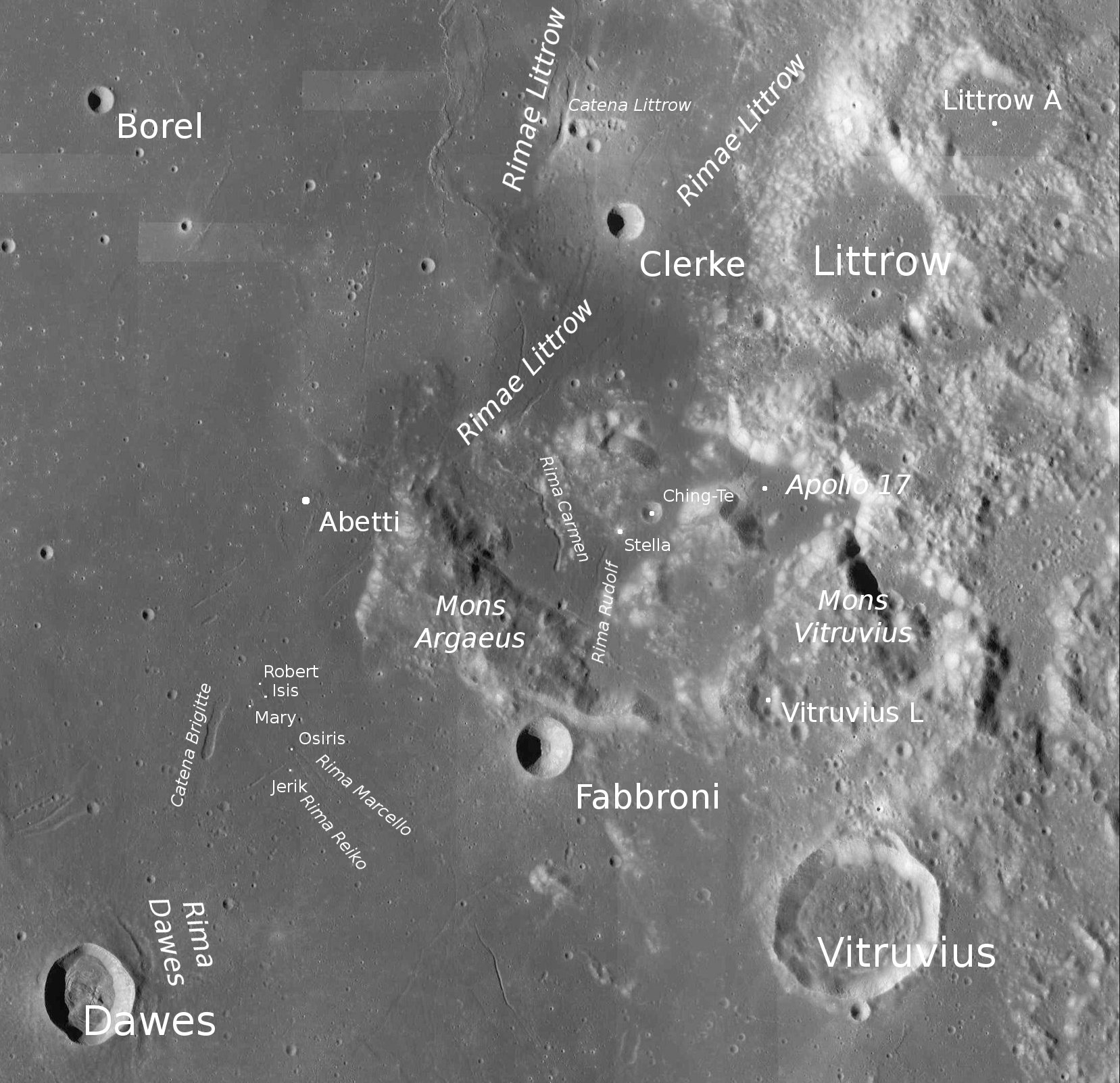
Kráter Clerke a okolí

Clerke je nevelký impaktní kráter nacházející se na východním okraji Mare Serenitatis (Moře jasu) na přivrácené straně Měsíce. Má průměr 7 km, pojmenován je podle irské astronomky Agnes Mary Clerke. Je kruhovitého tvaru. Než jej Mezinárodní astronomická unie v roce 1973 přejmenovala, nesl název Littrow B.
Jihozápadně leží kráter Abetti, jižně menší Ching-Te a východně Littrow. Okolí kráteru Clerke křižuje soustava brázd Rimae Littrow.